# Azione di riduzione
L'azione di riduzione (art. 553 e ss. c.c.) è un'azione che la legge concede ai legittimari per ottenere la reintegrazione della legittima (detta anche quota di riserva) mediante la riduzione delle disposizioni testamentarie e delle donazioni eccedenti la quota di cui il testatore poteva disporre (cosiddetta disponibile).
È da ricordare che la successione necessaria, cui appunto si riferisce la quota di riserva e le conseguenti azioni dirette alla reintegrazione di tale quota (azioni di riduzione e azioni di restituzione), individua un limite prestabilito dalla legge entro il quale il de cuius può disporre e, tra l'altro, ha potenzialmente la forza di andare anche contro la volontà del testatore. La ratio di tale limite e di simile potenzialità è rinvenibile nella Costituzione e in particolare in quelle disposizioni che tutelano la famiglia.
I presupposti dell'azione sono la dimostrazione della qualità di legittimario (ovvero di stretto congiunto del de cuius) e in secondo luogo della lesività della disposizione testamentaria o della donazione nei confronti della quota che la legge riserva espressamente e anche contro la volontà del de cuius al legittimario.
La dichiarazione di riduzione della disposizione testamentaria o della donazione rende inopponibile al legittimario qualsiasi atto di disposizione che ha intaccato la propria quota di riserva.
Il calcolo della legittima avviene attraverso la riunione fittizia. Questa è un'operazione matematico-contabile che imputa al patrimonio del de cuius (soggetto della cui successione si discute) il valore dei beni a lui intestati decurtato dai debiti (cosiddetto relictum) e tutte le donazioni compiute da lui in vita (cosiddetto donatum).
La somma di relictum e di donatum rappresenta l'asse patrimoniale su cui possono fare affidamento i legittimari. Questi possono esercitare l'azione che, se esperita vittoriosamente, comporta l'automatica riduzione delle disposizioni testamentarie e/o delle porzioni degli eredi legittimi con effetti che retroagiscono al momento dell'apertura della successione. L'azione può essere esperita anche dagli eredi e dagli aventi causa dei legittimari.
L'azione è soggetta all'ordinario termine di prescrizione quindi di dieci anni. Orientamenti contrastanti si registrano sia in dottrina sia in giurisprudenza circa il momento in cui comincia a decorrere il termine della prescrizione decennale per l'esercizio dell'azione di riduzione. I primi orientamenti erano favorevoli a considerare come momento iniziale quello corrispondente all'apertura della successione (quindi dalla morte del de cuius), successivamente l'orientamento si è spostato nel senso di considerare come momento iniziale del decorso del termine quello corrispondente alla pubblicazione del testamento (quindi successivo alla morte del de cuius). Su tale punto è invero intervenuta la Corte di cassazione a Sezioni Unite che ha risolto i contrasti in materia, ritenendo il momento iniziale del decorso del termine di prescrizione quello corrispondente al momento in cui sorge nel legittimario l'interesse ad agire e, quindi, nel caso di disposizione testamentaria, nel momento in cui l'erede designato dal de cuius accetta l'eredità, mentre, nel caso di donazione, il termine di prescrizione comincia a decorrere dal momento dell'apertura della successione (morte del de cuius) in quanto in quel momento si perfeziona la lesività della donazione nei confronti del legittimario.
L'azione di riduzione, come mezzo con cui il legittimario fa valere il suo titolo si dirige in primo luogo verso le disposizioni testamentarie. Qualora queste siano insufficienti, il legittimario agisce contro le donazioni. La prima donazione in ordine di tempo sarà l'ultima a subire la riduzione. 
Per chiedere la riduzione delle donazioni devono sussistere ulteriori presupposti:
- il legittimario deve aver accettato l'eredità con beneficio d'inventario (a meno che l'azione non sia rivolta verso gli altri legittimari, o il legittimario non sia stato omesso dalle disposizioni testamentarie);
- il legittimario ha l'obbligo di imputare alla sua porzione le donazioni e i legati a lui fatti.

L'azione è personale. L'effetto reale è collegato all'azione di restituzione, che il legittimario può esercitare per ottenere la soddisfazione concreta dei suoi diritti.